# NGC 6323
NGC 6323 ist eine Spiralgalaxie mit aktivem Galaxienkern vom Hubble-Typ Sab im Sternbild Herkules am Nordsternhimmel. Sie ist schätzungsweise 356 Millionen Lichtjahre von der Milchstraße entfernt und hat einen Scheibendurchmesser von etwa 115.000 Lichtjahren.
Das Objekt wurde am 12. Juli 1876 von Édouard Stephan entdeckt.